# Enigmapercis acutirostris
Enigmapercis acutirostris är en fiskart som beskrevs av Parin, 1990. Enigmapercis acutirostris ingår i släktet Enigmapercis och familjen Percophidae. IUCN kategoriserar arten globalt som otillräckligt studerad. Inga underarter finns listade i Catalogue of Life.